# Jake
Shim Jae-yoon (em coreano: 심재윤; nascido em 15 de novembro de 2002) mais conhecido pelo seu nome artístico Jake, é um cantor e dançarino coreano-australiano. Ele é integrante do grupo masculino sul-coreano ENHYPEN gerenciado pela HYBE Labels. 

## Carreira
Em março de 2019, a Belift Lab foi co-fundada pelas empresas de entretenimento sul-coreanas CJ ENM e Hybe Corporation, com planos de criar um novo grupo em 2020. Em 8 de maio de 2020, o canal de televisão Mnet anunciou o programa de competição de sobrevivência I-Land, um empreendimento entre as duas empresas que "acompanha o nascimento de artistas de K-pop da próxima geração". Enhypen foi formado pelo I-Land, estrelando 23 ídolos que estavam sob treinamento da Belift Lab e sendo transmitido semanalmente na Mnet entre 26 de junho e 18 de setembro de 2020, além de distribuído internacionalmente através do canal de YouTube da Hybe Labels. O programa foi dividido em duas partes. Doze competidores da primeira parte se qualificaram para a segunda parte da série. No episódio final, sete membros foram escolhidos dentre os nove finalistas, sendo seis escolhidos por votação global e um pelos produtores.
Com 1.179.633 votos, Jake conquistou o terceiro lugar na final do I-LAND, entrando para a formação original do grupo e fazendo seu debut como membro do ENHYPEN no dia 30 de novembro com Heeseung, Jay, Sunghoon, Sunoo, Jungwon e Ni-Ki. Eles lançaram um EP intitulado Border: Day One junto com o single principal Given-Taken.

## Vida pessoal
Ele nasceu na Coreia do Sul, mas mudou-se para a Austrália quando era muito pequeno.
Antes do I-LAND, Jake teve apenas 9 meses de treinamento na BigHit Entertainment. 

## Curiosidades
Jake cantou a música Love Yourself de Justin Bieber para a audição global da Belift em seu país e foi o único selecionado entre 500 candidatos.
Ele decidiu seguir seu sonho de ser cantor depois ver a performance de DNA do BTS no AMA.
Durante o I-LAND, Jake foi rotulado como o “Icon of Growth”(Ícone de crescimento) devido ao seu excelente crescimento em um curto espaço de tempo no programa.
Jake tocava violino e baixo antes do debut e atualmente está aprendendo a tocar violão.
Ele é o primeiro membro do ENHYPEN a receber créditos líricos e de composição pela música “Shout Out” do álbum Manifesto: Day 1.